# Yuko Fujimoto
Yuko Fujimoto (em japonês:  藤本 佑子; Hiroshima, 14 de janeiro de 1943) é uma ex-jogadora de voleibol do Japão que competiu nos Jogos Olímpicos de 1964.
Em 1964, ela fez parte da equipe japonesa que conquistou a medalha de ouro no torneio olímpico, no qual atuou em duas partidas.